# FAUR LDH1250

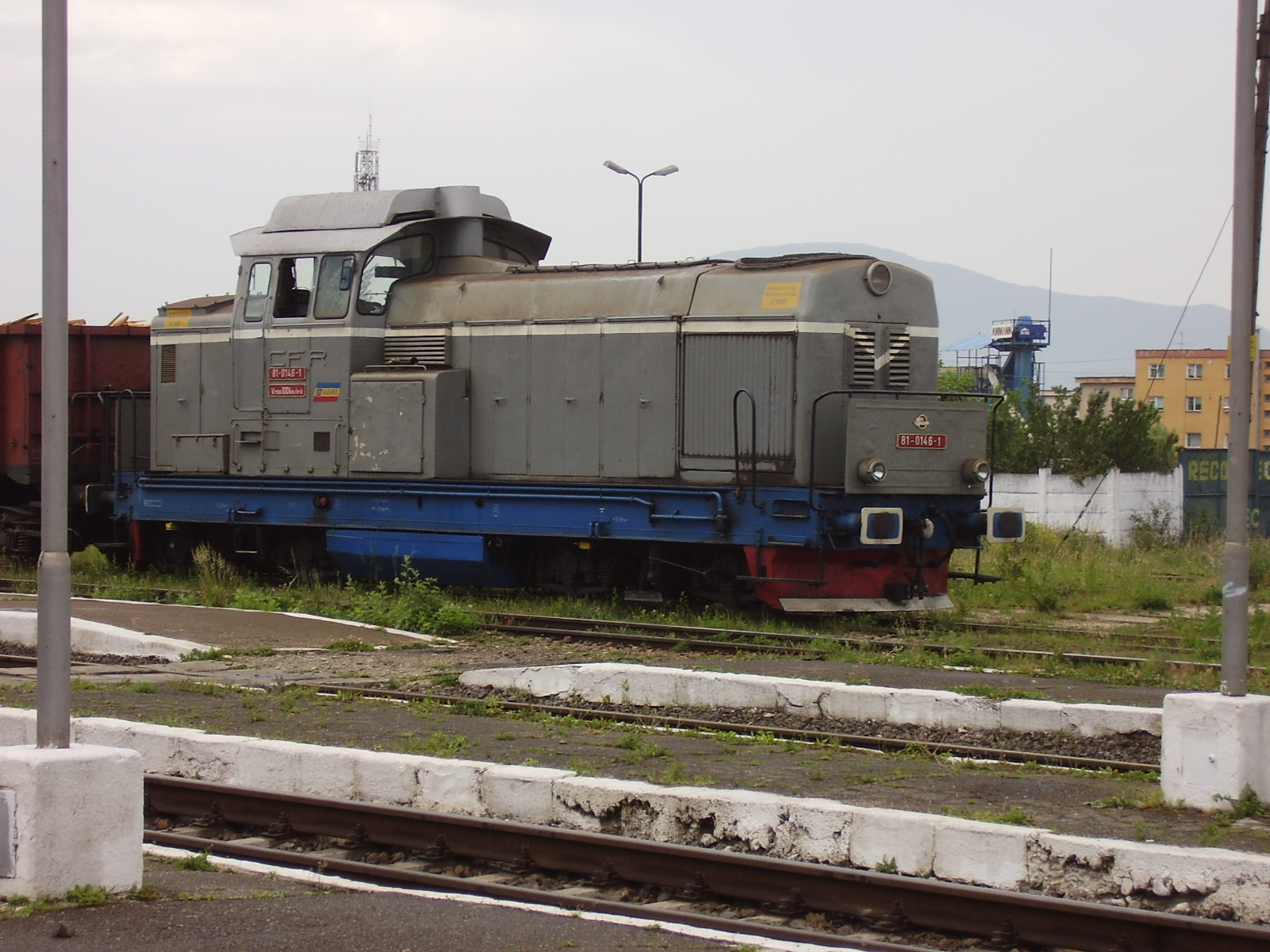

FAUR LDH1250, cunoscută în România ca CFR Clasa 80/81, este o locomotivă diesel-hidraulică, produsă de Uzinele 23 August (astăzi Uzinele Faur) în perioada 1966-1985